# Natação no Campeonato Mundial de Esportes Aquáticos de 2019
Os eventos da natação no Campeonato Mundial de Esportes Aquáticos de 2019 [br] ou Campeonato Mundial de Desportos Aquáticos de 2019 [pt] ocorreram entre 21 e 28 de julho de 2019 em Gwangju, Coreia do Sul.

## Calendário
| Julho de 2019 | 12 sex | 13 sáb | 14 dom | 15 seg | 16 ter | 17 qua | 18 qui | 19 sex | 20 sáb | 21 dom | 22 seg | 23 ter | 24 qua | 25 qui | 26 sex | 27 sáb | 28 dom | Final por esportes |
| ------------- | ------ | ------ | ------ | ------ | ------ | ------ | ------ | ------ | ------ | ------ | ------ | ------ | ------ | ------ | ------ | ------ | ------ | ------------------ |
| Natação       |        |        |        |        |        |        |        |        |        | 4      | 4      | 5      | 5      | 5      | 5      | 6      | 8      | 42                 |

## Eventos
42 eventos com atribuição de medalhas foram realizados. 
Horário local (UTC+9).
| H | Eliminatórias | ½ | Semifinal | F | Final |

| Data →               | Dom 21 | Dom 21 | Seg 22 | Seg 22 | Ter 23 | Ter 23 | Qua 24 | Qua 24 | Qui 25 | Qui 25 | Sex 26 | Sex 26 | Sab 27 | Sab 27 | Dom 28 | Dom 28 |
| Evento ↓             | T      | N      | T      | N      | T      | N      | T      | N      | T      | N      | T      | N      | T      | N      | T      | N      |
| -------------------- | ------ | ------ | ------ | ------ | ------ | ------ | ------ | ------ | ------ | ------ | ------ | ------ | ------ | ------ | ------ | ------ |
| 50 m nado livre      |        |        |        |        |        |        |        |        |        |        | H      | ½      |        | F      |        |        |
| 100 m nado livre     |        |        |        |        |        |        | H      | ½      |        | F      |        |        |        |        |        |        |
| 200 m nado livre     |        |        | H      | ½      |        | F      |        |        |        |        |        |        |        |        |        |        |
| 400 m nado livre     | H      | F      |        |        |        |        |        |        |        |        |        |        |        |        |        |        |
| 800 m nado livre     |        |        |        |        | H      |        |        | F      |        |        |        |        |        |        |        |        |
| 1500 m nado livre    |        |        |        |        |        |        |        |        |        |        |        |        | H      |        |        | F      |
| 50 m nado costas     |        |        |        |        |        |        |        |        |        |        |        |        | H      | ½      |        | F      |
| 100 m nado costas    |        |        | H      | ½      |        | F      |        |        |        |        |        |        |        |        |        |        |
| 200 m nado costas    |        |        |        |        |        |        |        |        | H      | ½      |        | F      |        |        |        |        |
| 50 m nado peito      |        |        |        |        | H      | ½      |        | F      |        |        |        |        |        |        |        |        |
| 100 m nado peito     | H      | ½      |        | F      |        |        |        |        |        |        |        |        |        |        |        |        |
| 200 m nado peito     |        |        |        |        |        |        |        |        | H      | ½      |        | F      |        |        |        |        |
| 50 m nado borboleta  | H      | ½      |        | F      |        |        |        |        |        |        |        |        |        |        |        |        |
| 100 m nado borboleta |        |        |        |        |        |        |        |        |        |        | H      | ½      |        | F      |        |        |
| 200 m nado borboleta |        |        |        |        | H      | ½      |        | F      |        |        |        |        |        |        |        |        |
| 200 m nado medeley   |        |        |        |        |        |        | H      | ½      |        | F      |        |        |        |        |        |        |
| 400 m nado medley    |        |        |        |        |        |        |        |        |        |        |        |        |        |        | H      | F      |
| 4×100 m nado livre   | H      | F      |        |        |        |        |        |        |        |        |        |        |        |        |        |        |
| 4×200 m nado livre   |        |        |        |        |        |        |        |        |        |        | H      | F      |        |        |        |        |
| 4×100 m nado medley  |        |        |        |        |        |        |        |        |        |        |        |        |        |        | H      | F      |

| Data →               | Dom 21 | Dom 21 | Seg 22 | Seg 22 | Ter 23 | Ter 23 | Qua 24 | Qua 24 | Qui 25 | Qui 25 | Sex 26 | Sex 26 | Sab 27 | Sab 27 | Dom 28 | Dom 28 |
| Evento ↓             | T      | N      | T      | N      | T      | N      | T      | N      | T      | N      | T      | N      | T      | N      | T      | N      |
| -------------------- | ------ | ------ | ------ | ------ | ------ | ------ | ------ | ------ | ------ | ------ | ------ | ------ | ------ | ------ | ------ | ------ |
| 50 m nado livre      |        |        |        |        |        |        |        |        |        |        |        |        | H      | ½      |        | F      |
| 100 m nado livre     |        |        |        |        |        |        |        |        | H      | ½      |        | F      |        |        |        |        |
| 200 m nado livre     |        |        |        |        | H      | ½      |        | F      |        |        |        |        |        |        |        |        |
| 400 m nado livre     | H      | F      |        |        |        |        |        |        |        |        |        |        |        |        |        |        |
| 800 m nado livre     |        |        |        |        |        |        |        |        |        |        | H      |        |        | F      |        |        |
| 1500 m nado livre    |        |        | H      |        |        | F      |        |        |        |        |        |        |        |        |        |        |
| 50 m nado costas     |        |        |        |        |        |        | H      | ½      |        | F      |        |        |        |        |        |        |
| 100 m nado costas    |        |        | H      | ½      |        | F      |        |        |        |        |        |        |        |        |        |        |
| 200 m nado costas    |        |        |        |        |        |        |        |        |        |        | H      | ½      |        | F      |        |        |
| 50 m nado peito      |        |        |        |        |        |        |        |        |        |        |        |        | H      | ½      |        | F      |
| 100 m nado peito     |        |        | H      | ½      |        | F      |        |        |        |        |        |        |        |        |        |        |
| 200 m nado peito     |        |        |        |        |        |        |        |        | H      | ½      |        | F      |        |        |        |        |
| 50 m nado borboleta  |        |        |        |        |        |        |        |        |        |        | H      | ½      |        | F      |        |        |
| 100 m nado borboleta | H      | ½      |        | F      |        |        |        |        |        |        |        |        |        |        |        |        |
| 200 m nado borboleta |        |        |        |        |        |        | H      | ½      |        | F      |        |        |        |        |        |        |
| 200 m nado medley    | H      | ½      |        | F      |        |        |        |        |        |        |        |        |        |        |        |        |
| 400 m nado medley    |        |        |        |        |        |        |        |        |        |        |        |        |        |        | H      | F      |
| 4×100 m nado livre   | H      | F      |        |        |        |        |        |        |        |        |        |        |        |        |        |        |
| 4×200 m nado livre   |        |        |        |        |        |        |        |        | H      | F      |        |        |        |        |        |        |
| 4×100 m nado medley  |        |        |        |        |        |        |        |        |        |        |        |        |        |        | H      | F      |

| Data →              | Dom 21 | Dom 21 | Seg 22 | Seg 22 | Ter 23 | Ter 23 | Qua 24 | Qua 24 | Qui 25 | Qui 25 | Sex 26 | Sex 26 | Sab 27 | Sab 27 | Dom 28 | Dom 28 |
| Evento ↓            | T      | N      | T      | N      | T      | N      | T      | N      | T      | N      | T      | N      | T      | N      | T      | N      |
| ------------------- | ------ | ------ | ------ | ------ | ------ | ------ | ------ | ------ | ------ | ------ | ------ | ------ | ------ | ------ | ------ | ------ |
| 4×100 m nado livre  |        |        |        |        |        |        |        |        |        |        |        |        | H      | F      |        |        |
| 4×100 m nado medley |        |        |        |        |        |        | H      | F      |        |        |        |        |        |        |        |        |

## Medalhistas
Masculino
| Evento                   | Ouro | Ouro     | Prata | Prata    | Bronze | Bronze   |
| ------------------------ | --- | -------- | --- | -------- | --- | -------- |
| 50 m livre detalhes      | USA Caeleb Dressel | 21.04 ,  | GRE Kristian Golomeev | 21.45    | Não concedido |          |
| 100 m livre detalhes     | USA Caeleb Dressel | 46.96    | AUS Kyle Chalmers | 47.08    | RUS Vladislav Grinev | 47.82    |
| 200 m livre detalhes     | CHN Sun Yang | 1:44.93  | JPN Katsuhiro Matsumoto | 1:45.22  | RUS Martin MalyutinGBR Duncan Scott | 1:45.63  |
| 400 m livre detalhes     | CHN Sun Yang | 3:42.44  | AUS Mack Horton | 3:43.17  | ITA Gabriele Detti | 3:43.23  |
| 800 m livre detalhes     | ITA Gregorio Paltrinieri | 7:39.27  | NOR Henrik Christiansen | 7:41.28  | FRA David Aubry | 7:42.08  |
| 1500 m livre detalhes    | GER Florian Wellbrock | 14:36.54 | UKR Mykhailo Romanchuk | 14:37.63 | ITA Gregorio Paltrinieri | 14:38.75 |
| 50 m costas detalhes     | RSA Zane Waddell | 24.43    | RUS Evgeny Rylov | 24.49    | RUS Kliment Kolesnikov | 24.51    |
| 100 m costas detalhes    | CHN Xu Jiayu | 52.43    | RUS Evgeny Rylov | 52.67    | AUS Mitch Larkin | 52.77    |
| 200 m costas detalhes    | RUS Evgeny Rylov | 1:53.40  | USA Ryan Murphy | 1:54.12  | GBR Luke Greenbank | 1:55.85  |
| 50 m peito detalhes      | GBR Adam Peaty | 26.06    | BRA Felipe Lima | 26.66    | BRA João Gomes Júnior | 26.69    |
| 100 m peito detalhes     | GBR Adam Peaty | 57.14    | GBR James Wilby | 58.46    | CHN Yan Zibei | 58.63    |
| 200 m peito detalhes     | RUS Anton Chupkov | 2:06.12  | AUS Matthew Wilson | 2:06.68  | JPN Ippei Watanabe | 2:06.73  |
| 50 m borboleta detalhes  | USA Caeleb Dressel | 22.35 ,  | RUS Oleg Kostin | 22.70    | BRA Nicholas Santos | 22.79    |
| 100 m borboleta detalhes | USA Caeleb Dressel | 49.66    | RUS Andrey Minakov | 50.83    | RSA Chad le Clos | 51.16    |
| 200 m borboleta detalhes | HUN Kristóf Milák | 1:50.73  | JPN Daiya Seto | 1:53.86  | RSA Chad le Clos | 1:54.15  |
| 200 m medley detalhes    | JPN Daiya Seto | 1:56.14  | SUI Jérémy Desplanches | 1:56.56  | USA Chase Kalisz | 1:56.78  |
| 400 m medley detalhes    | JPN Daiya Seto | 4:08.95  | USA Jay Litherland | 4:09.22  | NZL Lewis Clareburt | 4:12.07  |
| 4x100 m livre detalhes   | USA Estados Unidos Caeleb Dressel (47.63) Blake Pieroni (47.49) Zach Apple (46.86) Nathan Adrian (47.08) Townley Haas[a] Michael Chadwick[a]            | 3:09.06  | RUS Rússia Vladislav Grinev (47.83) Vladimir Morozov (47.62) Kliment Kolesnikov (47.50) Evgeny Rylov (47.02) Andrey Minakov[a]                                           | 3:09.97  | AUS Austrália Cameron McEvoy (48.44) Clyde Lewis (47.61) Alexander Graham (48.11) Kyle Chalmers (47.06)                                                                                   | 3:11.22  |
| 4x200 m livre detalhes   | AUS Austrália Clyde Lewis (1:45.58) Kyle Chalmers (1:45.37) Alexander Graham (1:45.05) Mack Horton (1:44.85) Jack McLoughlin[a] Thomas Fraser-Holmes[a] | 7:00.85  | RUS Rússia Mikhail Dovgalyuk (1:45.56) Mikhail Vekovishchev (1:45.45) Aleksandr Krasnykh (1:45.38) Martin Malyutin (1:45.42) Ivan Girev[a]                               | 7:01.81  | USA Estados Unidos Andrew Seliskar (1:45.81) Blake Pieroni (1:44.98) Zach Apple (1:46.03) Townley Haas (1:45.16) Jack Conger[a] Jack LeVant[a]                                            | 7:01.98  |
| 4x100 m medley detalhes  | GBR Grã-Bretanha Luke Greenbank (53.95) Adam Peaty (57.20) James Guy (50.81) Duncan Scott (46.14) James Wilby[a]                                        | 3:28.10  | USA Estados Unidos Ryan Murphy (52.92) Andrew Wilson (58.65) Caeleb Dressel (49.28) Nathan Adrian (47.60) Matt Grevers[a] Michael Andrew[a] Jack Conger[a] Zach Apple[a] | 3:28.45  | RUS Rússia Evgeny Rylov (52.57) Kirill Prigoda (58.68) Andrey Minakov (50.54) Vladimir Morozov (47.02) Kliment Kolesnikov[a] Anton Chupkov[a] Mikhail Vekovishchev[a] Vladislav Grinev[a] | 3:28.81  |

a  Nadadores que participaram das eliminatórias e só receberam medalhas.
Feminino
| Evento                   | Ouro | Ouro     | Prata | Prata    | Bronze | Bronze   |
| ------------------------ | --- | -------- | --- | -------- | --- | -------- |
| 50 m livre detalhes      | USA Simone Manuel | 24.05    | SWE Sarah Sjöström | 24.07    | AUS Cate Campbell | 24.11    |
| 100 m livre detalhes     | USA Simone Manuel | 52.04    | AUS Cate Campbell | 52.43    | SWE Sarah Sjöström | 52.46    |
| 200 m livre detalhes     | ITA Federica Pellegrini | 1:54.22  | AUS Ariarne Titmus | 1:54.66  | SWE Sarah Sjöström | 1:54.78  |
| 400 m livre detalhes     | AUS Ariarne Titmus | 3:58.76  | USA Katie Ledecky | 3:59.97  | USA Leah Smith | 4:01.29  |
| 800 m livre detalhes     | USA Katie Ledecky | 8:13.58  | ITA Simona Quadarella | 8:14.99  | AUS Ariarne Titmus | 8:15.70  |
| 1500 m livre detalhes    | ITA Simona Quadarella | 15:40.89 | GER Sarah Köhler | 15:48.83 | CHN Wang Jianjiahe | 15:51.00 |
| 50 m costas detalhes     | USA Olivia Smoliga | 27.33    | BRA Etiene Medeiros | 27.44    | RUS Daria Vaskina | 27.51    |
| 100 m costas detalhes    | CAN Kylie Masse | 58.60    | AUS Minna Atherton | 58.85    | USA Olivia Smoliga | 58.91    |
| 200 m costas detalhes    | USA Regan Smith | 2:03.69  | AUS Kaylee McKeown | 2:06.26  | CAN Kylie Masse | 2:06.62  |
| 50 m peito detalhes      | USA Lilly King | 29.84    | ITA Benedetta Pilato | 30.00    | RUS Yuliya Yefimova | 30.15    |
| 100 m peito detalhes     | USA Lilly King | 1:04.93  | RUS Yuliya Yefimova | 1:05.49  | ITA Martina Carraro | 1:06.36  |
| 200 m peito detalhes     | RUS Yuliya Yefimova | 2:20.17  | RSA Tatjana Schoenmaker | 2:22.52  | CAN Sydney Pickrem | 2:22.90  |
| 50 m borboleta detalhes  | SWE Sarah Sjöström | 25.02    | NED Ranomi Kromowidjojo | 25.35    | EGY Farida Osman | 25.47    |
| 100 m borboleta detalhes | CAN Maggie MacNeil | 55.83    | SWE Sarah Sjöström | 56.22    | AUS Emma McKeon | 56.61    |
| 200 m borboleta detalhes | HUN Boglárka Kapás | 2:06.78  | USA Hali Flickinger | 2:06.95  | USA Katie Drabot | 2:07.04  |
| 200 m medley detalhes    | HUN Katinka Hosszú | 2:07.53  | CHN Ye Shiwen | 2:08.60  | CAN Sydney Pickrem | 2:08.70  |
| 400 m medley detalhes    | HUN Katinka Hosszú | 4:30.39  | CHN Ye Shiwen | 4:32.07  | JPN Yui Ohashi | 4:32.33  |
| 4x100 m livre detalhes   | AUS Austrália Bronte Campbell (52.85) Brianna Throssell (53.34) Emma McKeon (52.57) Cate Campbell (51.45) Madison Wilson[b]                                                           | 3:30.21  | USA Estados Unidos Mallory Comerford (52.98) Abbey Weitzeil (52.66) Kelsi Dahlia (53.46) Simone Manuel (51.92) Allison Schmitt[b] Margo Geer[b] Lia Neal[b]               | 3:31.02  | CAN Canadá Kayla Sanchez (53.72) Taylor Ruck (52.19) Penny Oleksiak (52.69) Maggie MacNeil (53.18) Rebecca Smith[b]                                   | 3:31.78  |
| 4x200 m livre detalhes   | AUS Austrália Ariarne Titmus (1:54.27) Madison Wilson (1:56.73) Brianna Throssell (1:55.60) Emma McKeon (1:54.90) Leah Neale[b] Kiah Melverton[b]                                     | 7:41.50  | USA Estados Unidos Simone Manuel (1:56.09) Katie Ledecky (1:54.61) Melanie Margalis (1:55.81) Katie McLaughlin (1:55.36) Allison Schmitt[b] Gabby DeLoof[b] Leah Smith[b] | 7:41.87  | CAN Canadá Kayla Sanchez (1:57.32) Taylor Ruck (1:56.41) Emily Overholt (1:56.26) Penny Oleksiak (1:54.36) Rebecca Smith[b] Emma O'Croinin[b]         | 7:44.35  |
| 4x100 m medley detalhes  | USA Estados Unidos Regan Smith (57.57) Lilly King (1:04.81) Kelsi Dahlia (56.16) Simone Manuel (51.86) Olivia Smoliga[b] Melanie Margalis[b] Katie McLaughlin[b] Mallory Comerford[b] | 3:50.40  | AUS Austrália Minna Atherton (59.06) Jessica Hansen (1:06.08) Emma McKeon (56.32) Cate Campbell (51.96) Kaylee McKeown[b] Brianna Throssell[b] Madison Wilson[b]          | 3:53.42  | CAN Canadá Kylie Masse (59.12) Sydney Pickrem (1:06.42) Maggie MacNeil (55.56) Penny Oleksiak (52.48) Kierra Smith[b] Rebecca Smith[b] Taylor Ruck[b] | 3:53.58  |

b  Nadadoras que participaram das eliminatórias e só receberam medalhas.
Misto (Masculino e Feminino)
| Evento                  | Ouro | Ouro    | Prata | Prata   | Bronze | Bronze  |
| ----------------------- | --- | ------- | --- | ------- | --- | ------- |
| 4x100 m livre detalhes  | USA Estados Unidos Caeleb Dressel (47.34) Zach Apple (47.34) Mallory Comerford (52.72) Simone Manuel (52.00) Blake Pieroni[c] Nathan Adrian[c] Katie McLaughlin[c] Abbey Weitzeil[c] | 3:19.40 | AUS Austrália Kyle Chalmers (47.37) Clyde Lewis (48.18) Emma McKeon (52.06) Bronte Campbell (52.36) Cameron McEvoy[c] Alexander Graham[c] Brianna Throssell[c] Madison Wilson[c] | 3:19.97 | FRA França Clément Mignon (48.44) Mehdy Metella (47.78) Charlotte Bonnet (52.87) Marie Wattel (53.02) Maxime Grousset[c] Béryl Gastaldello[c] | 3:22.11 |
| 4x100 m medley detalhes | AUS Austrália Mitch Larkin (53.47) Matthew Wilson (58.37) Emma McKeon (56.14) Cate Campbell (51.10) Minna Atherton[c] Matthew Temple[c] Bronte Campbell[c]                           | 3:39.08 | USA Estados Unidos Ryan Murphy (52.46) Lilly King (1:04.94) Caeleb Dressel (49.33) Simone Manuel (52.37) Matt Grevers[c] Andrew Wilson[c] Kelsi Dahlia[c] Mallory Comerford[c]   | 3:39.10 | GBR Grã-Bretanha Georgia Davies (59.25) Adam Peaty (57.73) James Guy (50.72) Freya Anderson (52.98) James Wilby[c]                            | 3:40.68 |

c  Nadadores que participaram das eliminatórias e só receberam medalhas.

## Doping
Dias antes da competição, a nadadora australiana Shayna Jack, de 20 anos, retirou-se do Campeonato Mundial, mencionando “motivos pessoais”. Em 27 de julho de 2019, Jack publicou uma declaração em seus perfis de mídia social, confirmando as alegações de doping sobre testes positivos para uma substância proibida. 

## Quadro de medalhas
| Ordem  | País           | Medalha de ouro | Medalha de prata | Medalha de bronze | Total |
| ------ | -------------- | --------------- | ---------------- | ----------------- | ----- |
| 1      | Estados Unidos | 14              | 8                | 5                 | 27    |
| 2      | Austrália      | 5               | 9                | 5                 | 19    |
| 3      | Hungria        | 4               | 0                | 0                 | 4     |
| 4      | Rússia         | 3               | 7                | 6                 | 16    |
| 5      | Itália         | 3               | 2                | 3                 | 8     |
| 6      | China          | 3               | 2                | 2                 | 7     |
| 7      | Reino Unido    | 3               | 1                | 3                 | 7     |
| 8      | Japão          | 2               | 2                | 2                 | 6     |
| 9      | Canadá         | 2               | 0                | 6                 | 8     |
| 10     | Suécia         | 1               | 2                | 2                 | 5     |
| 11     | África do Sul  | 1               | 1                | 2                 | 4     |
| 12     | Alemanha       | 1               | 1                | 0                 | 2     |
| 13     | Brasil         | 0               | 3                | 2                 | 5     |
| 14     | Grécia         | 0               | 1                | 0                 | 1     |
| 14     | Países Baixos  | 0               | 1                | 0                 | 1     |
| 14     | Noruega        | 0               | 1                | 0                 | 1     |
| 14     | Suíça          | 0               | 1                | 0                 | 1     |
| 14     | Ucrânia        | 0               | 1                | 0                 | 1     |
| 19     | França         | 0               | 0                | 2                 | 2     |
| 20     | Egito          | 0               | 0                | 1                 | 1     |
| 20     | Nova Zelândia  | 0               | 0                | 1                 | 1     |
| Totaal | Totaal         | 42              | 43               | 42                | 127   |

Legenda
| Recorde mundial       | Recorde mundial (World record)               |                       | Recorde africano                      | Recorde africano (African) |                                           | Q | Classificado por posição (Qualified) |
| Recorde do campeonato | Recorde do campeonato (Championship record)  | Recorde da América    | Recorde da América (Americas)         | q                          | Classificado por melhor tempo (Qualified) |   |                                      |
| Melhor marca do ano   | Melhor marca do ano (World leading)          | Recorde asiático      | Recorde asiático (Asian)              | DNS                        | Não largou (Did not start)                |   |                                      |
| Recorde nacional      | Recorde nacional (National record)           | Recorde europeu       | Recorde europeu (European)            | DNF                        | Não terminou (Did not finish)             |   |                                      |
| Recorde pessoal       | Recorde pessoal do atleta (Personal best)    | Recorde da Oceania    | Recorde da Oceania (Oceania)          | DSQ / DQ                   | Desclassificado (Disqualified)            |   |                                      |
| Recorde da temporada  | Recorde da temporada do atleta (Season best) | Recorde sul-americano | Recorde sul-americano (South America) | NM                         | Sem marca (No mark)                       |   |                                      |